# Jaroslav Šmídek
Jaroslav Šmídek (* 10. ledna 1950) je bývalý český fotbalový obránce.

## Fotbalová kariéra
V československé lize hrál za Duklu Praha a Bohemians Praha. Nastoupil v 8 ligových utkáních, gól v lize nedal. V nižších soutěžích hrál i za ČKZ Rakovník.

## Ligová bilance
| Ročník                                   | Zápasy | Góly | Klub            |
| ---------------------------------------- | ------ | ---- | --------------- |
| 1. československá fotbalová liga 1972/73 | 1      | 0    | Dukla Praha     |
| 1. československá fotbalová liga 1973/74 | 6      | 0    | Bohemians Praha |
| 1. československá fotbalová liga 1974/75 | 1      | 0    | Bohemians Praha |
| Česká národní fotbalová liga 1978/79     | -      | -    | ČKZ Rakovník    |
| CELKEM 1. liga                           | 8      | 0    |                 |